# Gulbuddin Hekmatyār

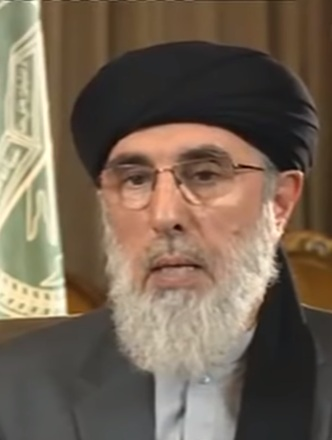
Gulbuddin Hekmatyār (2019)

Gulbuddin Hekmatyār oder Gulbeddin Hekmatjar (* 1. August 1949 in Imam Saheb, Provinz Kunduz; paschtunisch ګلبدین حکمتیار; persisch گلبدین حکمتیار) ist ein afghanischer Politiker (DVA, dann Hizb-i Islāmī und al-Qaida). Als Mudschahidin-Führer war er in den 1990er Jahren nach dem Zusammenbruch der Republik Afghanistan zweimal Premierminister des Islamischen Staats Afghanistan. Er ist Sunnit und Angehöriger des Charoti-Stammes der Ghilzai-Paschtunen.

## Leben
Die Angaben zum Geburtsdatum von Hekmatyār sind widersprüchlich. Während die Vereinten Nationen den 1. August 1949 als Geburtsdatum führen, wird in einer Biografie von Chris Sands und Fazelminallah Qazizai September oder Oktober 1948 im Distrikt Imam Saheb genannt. Hekmatyār studierte an der Universität Kabul, blieb jedoch ohne Abschluss. Während er zunächst mit der pro-sowjetischen Demokratischen Volkspartei Afghanistans sympathisierte, wandte er sich später jedoch dem radikalen politischen Islam zu. In den 1970er Jahren wurde Hekmatyār Mitglied der islamistischen Gruppierung „Muslimische Jugendbewegung“ oder „Muslimische Bruderschaft“ (Sazmane-i Dschawānān-i Musalmān). Ab 1978 bekämpfte er mit Waffengewalt die Regierung Nur Muhammad Taraki, vor allem deren Bildungspolitik. Hekmatyār soll zusammen mit seinen Anhängern mit Motorrädern an Universitäten vorbeigefahren und unverschleierten Studentinnen Säure ins Gesicht geschüttet haben. Hekmatyār bestreitet diesen Vorwurf; seiner Aussage nach habe er noch nie einer Frau Gewalt angetan.
Er ist als Taktiker mit ständig wechselnden Allianzen bekannt, wobei er seine Treue Pakistan gegenüber über Jahrzehnte aufrechterhalten hat.

### Widerstand gegen die Sowjets
Während der sowjetischen Invasion in Afghanistan unterstützte der pakistanische Geheimdienst ISI den Widerstand gegen die sowjetische Besatzungsmacht. Hekmatyārs islamistische Gruppierung „Hizb-i Islāmī“ (Partei des Islam, Islamische Partei) gehörte in den 1980er Jahren zu den am stärksten von Pakistan, den USA und Saudi-Arabien finanziell, militärisch und logistisch unterstützten Mudschahedingruppen. Allein im Jahr 1987 erhielt Hekmatyār von den USA 660 Millionen Dollar. 1989 verließen die sowjetischen Truppen Afghanistan.

### Wechselnde Rollen nach der sowjetischen Besatzung
Hekmatyār wurde am 17. Juni 1993 afghanischer Premierminister. Er hat während seiner Amtszeit als Premierminister die Stadt Kabul monatelang wahllos beschießen lassen, wobei Tausende Zivilisten starben. Dies hat ihm auch den Beinamen „Schlächter von Kabul“ eingebracht. In den Machtkämpfen der 1990er Jahre verlor er 1994 sein Amt, konnte es aber im Juni 1996 noch einmal für wenige Wochen zurückgewinnen. Nachdem die Taliban im September des Jahres Kabul erobert hatten, floh er in den Iran und blieb noch bis August 1997 im Exil Premierminister. 2001 stellte er sich auf die Seite von Osama bin Laden und 2002 rief er in einer Radioansprache zum Dschihad gegen die USA auf.

### Widerstand gegen die Vereinigten Staaten
Daraufhin wurde er von der iranischen Regierung des Landes verwiesen und kehrte nach Afghanistan zurück. Es wird davon ausgegangen, dass er dort gegen die USA kämpfte. Im Jahr 2006 erklärte er in einem veröffentlichten Video, mit der Organisation al-Qaida kooperieren zu wollen. Laut einem Interview mit dem Spiegel stellt er sich gleichermaßen gegen die Politik der USA und ihrer verbündeten europäischen Mächte, wie seinerzeit gegen die Sowjetunion, aber auch als Sunnit gegen den Iran. Offenbar sammelt er im Osten Afghanistans neue Anhänger für seine Bewegung. Sein Aufenthaltsort war lange unbekannt.
Am 28. September 2008 erhielt das Büro der Agentur Pajhwok Afghan News in Peschawar ein Video zugesandt, in dem Hekmatyār sich dazu bekannte, im August 2008 einen Hinterhalt bei Sarobi gelegt zu haben, bei dem zehn französische Soldaten getötet und 22 verwundet wurden. Er sprach den Angehörigen der gefallenen Milizen seine Anteilnahme aus und verlas die Namen der zehn bei dem Gefecht getöteten Milizionäre. Weiterhin kündigte er den fremden Truppen in Afghanistan an, neue Angriffe vorzunehmen. Er behauptete, dass der Widerstand gegen die „fremden Besatzer“ in der Bevölkerung wachse.

### Friedensabkommen mit der afghanischen Regierung
Am 22. September 2016 wurde ein Friedensabkommen zwischen der „Islam-Partei“ (Hizb-i Islāmī) und der Regierung von Aschraf Ghani unterzeichnet, welches eine Amnestie für Hekmatyārs Straftaten vorsieht. Bei der Unterzeichnung dieses Abkommens war Hekmatyār nicht anwesend. Die UN-Sanktionen gegen Hekmatyār wurden formal im Februar 2017 aufgehoben.
Nach zwei Jahrzehnten war Hekmatyār Ende April 2017 erstmals wieder öffentlich aufgetreten. Er rief dabei die Taliban und andere Aufständische auf, den Krieg zu beenden.
Er war Kandidat bei Präsidentschaftswahl in Afghanistan 2019. Er erreichte abgeschlagen den dritten Platz mit 70,241 Stimmen und 3,85 Prozent.
Am 15. August 2021 wurde Kabul den heranrückenden Taliban übergeben, woraufhin Präsident Ghani das Land verließ. Sein Vorgänger Hamid Karzai verkündete daraufhin, dass die Übergabe Afghanistans durch einen Koordinierungsrat erfolgen solle, dem neben ihm und Abdullah Abdullah auch Hekmatyār angehöre.
Am 2. Dezember 2022 griffen zwei Männer, die in Burkas verkleidet waren, eine Moschee in Kabul an, in welcher sich Hekmatyār aufhielt. Die Angreifer töteten einen Zivilisten und verletzten zwei weitere, bevor sie selbst von Wachleuten erschossen wurden. Hekmatyār blieb unverletzt.